# Enderleinellus heliosciuri
Enderleinellus heliosciuri – gatunek wszy należący do rodziny Enderleinellidae, pasożytujący na wiewiórkowatych powoduje chorobę wszawicę. Typowym żywicielem jest wiewiórka Heliosciurus undulatus daucinus.
Samica długość 1 mm, samiec mniejszy 0,85 mm. Silnie spłaszczona grzbietowo-brzusznie. Samica składa  jaja zwane gniadmi, które są mocowane specjalnym "cementem" u nasady włosa. Rozwój osobniczy trwa po wykluciu się z jaja około 14 dni.
Występuje na terenie Afryki.